# Luca Rea
Luca Rea (Sora, 25 aprile 1971) è un autore televisivo e regista italiano.

## Biografia
Ha realizzato numerosi programmi di intrattenimento, prevalentemente per Rai 2 e ha collaborato con quotidiani (tra i quali Il manifesto) e riviste (tra le quali L'Espresso) e pubblicato saggi sul cinema.
Tra i programmi cui ha partecipato o firmato come coautore: Stracult, Cocktail d'amore, Techetechete', Matinée, Bla Bla Bla, Maledetti amici miei, Guarda... Stupisci.
Come regista ha realizzato documentari, lungometraggi, cortometraggi e numerosi sketch comici per i programmi cui ha collaborato e scritto, con protagonisti Max Tortora, Lillo & Greg e molti altri.
Nel 2021 realizza Django & Django, documentario presentato in selezione ufficiale alla 78ª Mostra internazionale d'arte cinematografica di Venezia, con Quentin Tarantino protagonista per tutta la durata del film, in cui racconta (tra mockumentary e realtà) la fase spaghetti western del suo regista di culto Sergio Corbucci.
In collaborazione con Marco Giusti, nel 2004, ha anche curato la rassegna Italian Kings of the B's - Storia segreta del cinema italiano, per la Mostra internazionale d'arte cinematografica di Venezia.
Ha diretto il DVD Lillo e Greg - The movie!, una sorta di lungometraggio a episodi con i due comici protagonisti, prodotto da Minerva Pictures e distribuito da 01 Distribution, con musiche originali di Greg e di Attilio Di Giovanni nel 2007.
Nel 2015 ha realizzato come autore, regista e narratore il documentario Liberi tutti, presentato alla 10ª edizione della Festa del Cinema di Roma e poi trasmesso da Deejay TV, in cui racconta in maniera appassionata e personale la storia delle TV private via etere in Italia, tra il 1974 e il 1980, servendosi di numerosi filmati di repertorio delle emittenti del periodo di varie regioni d'Italia.
Dal 2015 è consulente scientifico di Rai Teche, occupandosi specificamente del recupero di programmi perduti del passato della Rai, come ad esempio il Festival di Sanremo 1966, Festival di Sanremo 1967, Festival di Sanremo 1973 e altro.
Nel 2017 è tra gli autori di Domenica in su Rai 1 e nel 2018 di Guarda... Stupisci di Renzo Arbore su Rai 2.
Nel 2019 dirige il film di montaggio Aldo Moro. Il lungo addio, sui 55 giorni del sequestro di Aldo Moro.
Nel 2021 ha realizzato anche il documentario Esterno giorno, in cui 4 protagonisti del cinema italiano provano a spiegare i motivi essenziali per cui abbiano intrapreso una carriera nell'industria cinematografica. Questo documentario è stato prodotto da Rai Movie ed è stato selezionato per il Torino Film Festival.
Nel 2022 è tra gli autori di Una squadra, regia di Domenico Procacci per Sky.

## Filmografia

### Regista
- Lillo e Greg - The movie! (2007)
- Cacao  (2010)
- Liberi tutti – documentario (2015)
- Aldo Moro. Il lungo addio – documentario (2019)
- Django & Django – documentario (2021)
- Esterno giorno – documentario (2021)

## Televisione
- Stracult (Rai 2, 2001-2020)
- La grande notte del lunedì sera (Rai 2, 2002)
- Cocktail d'amore (Rai 2, 2002-2003)
- La situazione comica (Rai 2, 2003)
- Sanremo Scioc (Rai 2, 2003)
- Isolati (Rai 2, 2003)
- Abbasso il frollocone (Rai 2, 2003)
- Premio Valentino (Rai 2, 2004)
- Bla Bla Bla (Rai 2, 2005)
- Matinée (Rai 2, 2006-2007)
- Libero (Rai 2, 2007)
- Soirée (Rai 2, 2007)
- Base Luna (Rai 2, 2011)
- Gli sgommati - "Apocalisse 2012" (Sky Uno, 2012)
- 2013, un anno da paura (Rai 2, 2013)
- Troppo Giusti (Rai 2, 2014-2016)
- Liberi tutti[1] (Canale 9, 2015)
- Il nostro Totò[2] (Rai 2, 2016)
- Domenica in (Rai 1, 2017)
- Guarda... Stupisci (Rai 2, 2018)
- La prima volta (Rai 1, 2018)
- Aldo Moro, il lungo addio[3] (Rai Teche/RaiPlay, 2019)
- Allora in onda (Rai Premium, 2019-2021)
- Maledetti amici miei (Rai 2, 2019)
- Adios Diego (Rai 1, 2020)
- Techetechete' (Rai 1, 2021-2023)
- 60 sul 2[4] (Rai 2, 2021)
- Eurovision Story - Corso accelerato per principianti[5] (RaiPlay, 2022)
- Una squadra (Sky, 2022)
- Movie Mag (Rai Movie, 2023-2024)
- Fake Show - Diffidate delle imitazioni (Rai 2, 2023)
- TechetecheShow (Rai 1, 2023-2024)
- 70x70 - Lo sapevate che... (RaiPlay/Rai 2, 2024)
- Evviva! - La grande bellezza della TV (Rai 1, 2024)
- 30x70 - Se dico donna... (RaiPlay/Rai 2, 2024)

## note
1. ↑   Liberi tutti (2015) | Documentario. URL consultato il 12 aprile 2025.
2. ↑   RAI2: IL NOSTRO TOTO’, su RAI Ufficio Stampa. URL consultato il 12 aprile 2025.
3. ↑   Aldo Moro, il lungo addio (Film per la TV 2019) | Documentario. URL consultato il 12 aprile 2025.
4. ↑   Con 60 sul 2, Rai2 celebra i suoi primi 60 anni, su RAI Ufficio Stampa. URL consultato il 12 aprile 2025.
5. ↑   Eurovision Story - Corso accelerato per principianti, su RaiPlay. URL consultato il 12 aprile 2025.